# Syngnathidae
Syngnathidae is een familie van vissen waartoe onder andere zeepaardjes, zeenaalden, de wiervis en de grote rafelvis (Phycodurus eques) behoren. De naam Syngnathidae is afgeleid van het Grieks en betekent "samengevoegde kaak".

## Kenmerken
De vissen hebben een zeer lang lijf dat niet door schubben, maar door beenringetjes wordt beschermd. Ze hebben één rugvin met 15 tot 60 vinstralen en een heel kleine aarsvin met maar 2 tot 6 vinstralen. Bij sommige soorten ontbreken de vinnen als de vis volwassen is geworden. Sommige soorten, zoals de grote rafelvis, hebben fraaie kleuren.

## Leefwijze
Syngnathidae komen meestal voor in ondiep water, waar zij zich voeden met kleine ongewervelden die worden opgezogen met hun buisvormige mondopening. 

## Voortplanting
De mannetjes hebben een broedbuidel, hierin legt het vrouwtje de eitjes en daarin worden ze bevrucht en uitgebroed.

## Verspreiding en leefgebied
Het zijn merendeels zeevissen, een paar soorten komen ook in brak en zoet water voor. Ze leven verspreid in de kustwateren van de Atlantische Oceaan, Indische Oceaan en Grote Oceaan in de gematigde en tropische zone. 

## Taxonomie
De zeepaardjes worden wel tot een aparte familie gerekend. De taxonomie van deze groep is ingewikkeld en daaraan wordt nog gewerkt.
De familie van zeepaarden en zeenaalden telt volgens Fishbase (download 29/08/2010) 294 soorten in meer dan 50 geslachten, waarvan hieronder het overzicht:
- Acentronura
- Anarchopterus
- Apterygocampus
- Bhanotia
- Bryx
- Bulbonaricus
- Campichthys
- Choeroichthys
- Corythoichthys
- Cosmocampus
- Doryichthys
- Doryrhamphus
- Dunckerocampus
- Enneacampus
- Entelurus
- Festucalex
- Filicampus
- Halicampus
- Haliichthys
- Heraldia
- Hippichthys
- Histiogamphelus
- Hypselognathus
- Ichthyocampus
- Idiotropiscis
- Kaupus
- Kimblaeus
- Kyonemichthys
- Leptoichthys
- Leptonotus
- Lissocampus
- Maroubra
- Micrognathus
- Microphis
- Minyichthys
- Mitotichthys
- Nannocampus
- Nerophis
- Notiocampus
- Penetopteryx
- Phoxocampus
- Phycodurus
- Phyllopteryx
- Pseudophallus
- Pugnaso
- Siokunichthys
- Solegnathus
- Stigmatopora
- Stipecampus
- Syngnathoides
- Syngnathus (zeenaalden)
- Trachyrhamphus
- Urocampus
- Vanacampus

Soms aparte onderfamilie 
- Hippocampus (zeepaardjes)